# Jean-Baptiste Schwilgué

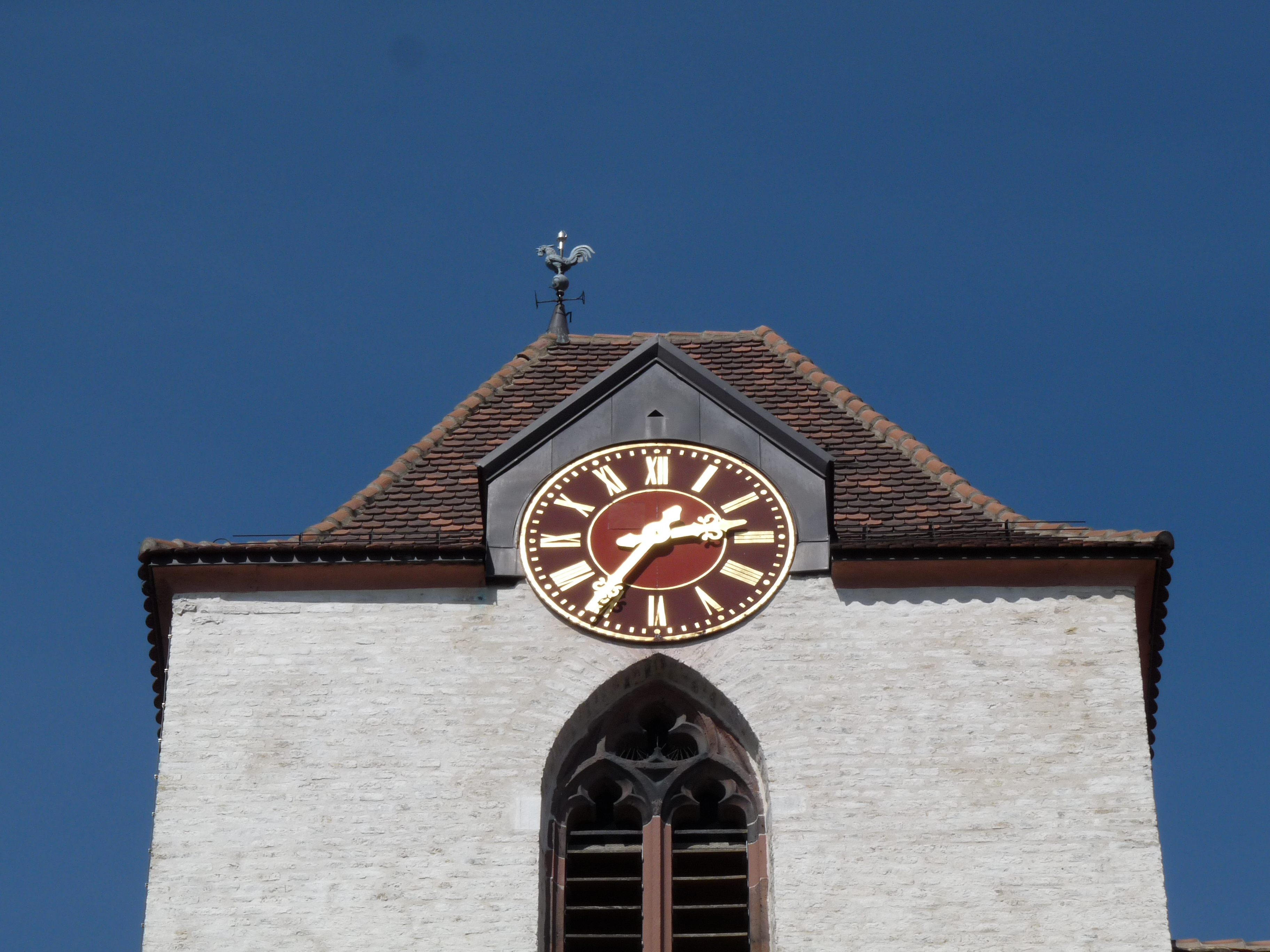
Cadran de l'horloge de l'église Sainte-Aurélie de Strasbourg

Jean-Baptiste Schwilgué (né à Strasbourg le 18 décembre 1776, décédé au même endroit le 5 décembre 1856) est l'auteur de la troisième horloge astronomique de la Cathédrale de Strasbourg, construite entre 1838 et 1843.  Un des lycées de Sélestat porte son nom, ainsi qu'une école primaire située à Strasbourg dans le quartier de la cité de l'Ill.
Jean-Baptiste Schwilgué fut fasciné par le monde de l'horlogerie dès 1788. Il acquit, en autodidacte, les connaissances liées à son art.

## Association avec Frédéric Rollé
De 1827 à 1837, Schwilgué a été associé à Frédéric Rollé pour la fabrication et le perfectionnement des bascules inventées par Alois Quintenz.

## Horloge astronomique
Schwilgué construisit son horloge astronomique entre 1838 et 1842, aidé d'une trentaine d'ouvriers. Les caractéristiques les plus remarquables de l'horloge sont son comput ecclésiastique et l'indication des positions vraies du Soleil et de la Lune. 
Le comput de Schwilgué reprend un modèle qu'il avait construit en 1821, disparu vers 1945 et qui a refait surface en 2021. Le principe de Schwilgué a été repris par la suite, notamment par Klinghammer et Daniel Vachey.

## Succession de Schwilgué
Schwilgué est décédé en 1856. Il est inhumé au cimetière Sainte-Hélène de Strasbourg. Sa tombe comporte deux monuments en grès rose, l'un surmonté d'une haute croix néogothique, l'autre d'un buste du défunt. Le sculpteur André Friedrich en est l'auteur.
Son fils Charles a pris sa succession jusqu'en 1858. Ensuite, ce sont ses employés, les frères Ungerer, qui ont repris l'entreprise. Voir horlogerie Ungerer.

## Horloges de Schwilgué

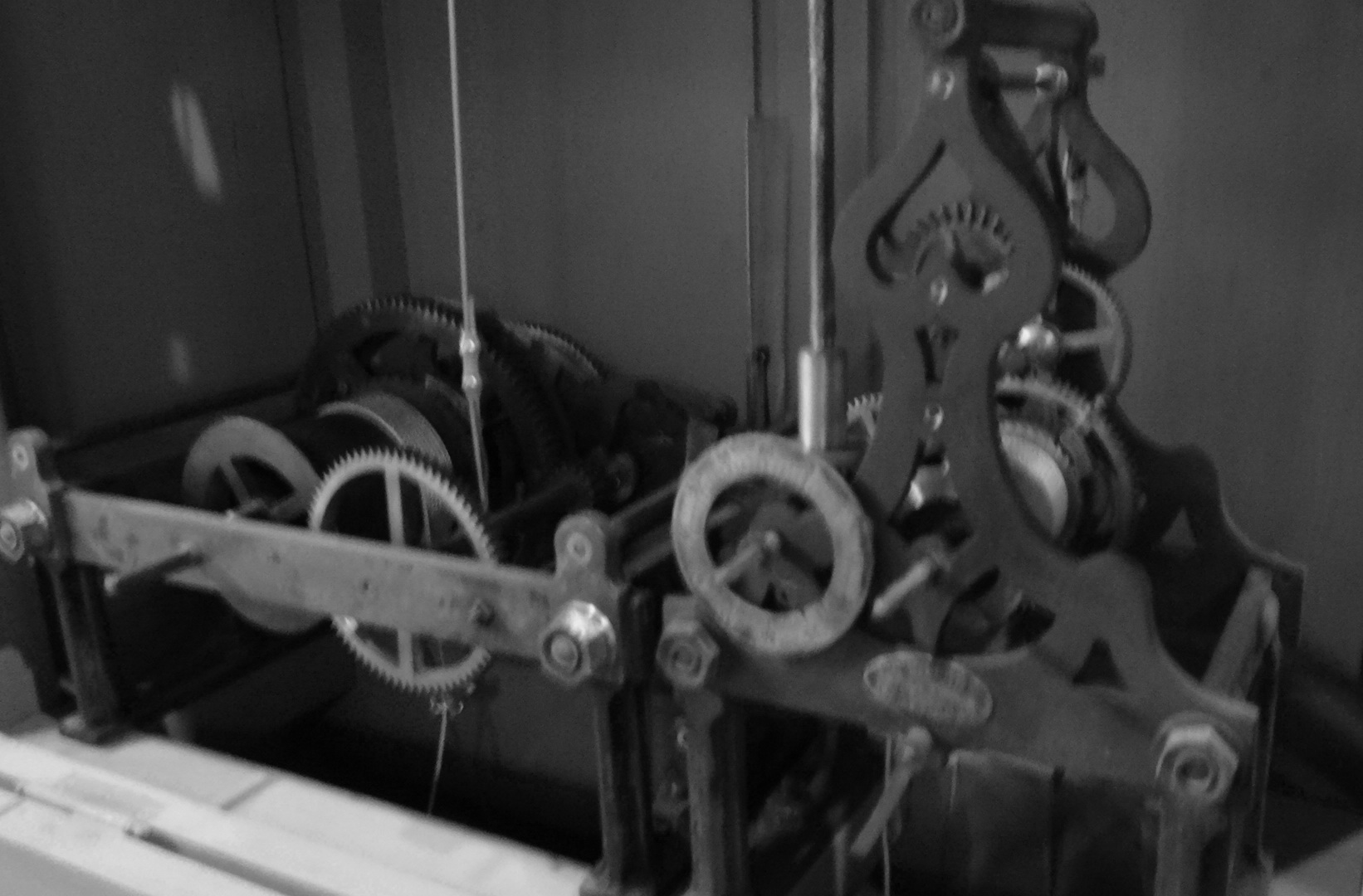
Horloge de Jean-Baptiste Schwilgué au Centre de mémoire de la Verrerie d'en haut à Aniche

Schwilgué a construit environ 500 horloges d'édifices. Certaines de ces horloges sont exposées. Une liste détaillée des horloges Schwilgué est disponible chez l'entreprise Bodet à Vendenheim, qui a pris la suite de l'entreprise Ungerer. Voici une liste non exhaustive de ses horloges :
- Sélestat : horloge de l'église Saint-Georges (1825) (restaurée par Sonorest, Colmar, exposée initialement à l'Office de tourisme et depuis 2010 aux nouvelles archives municipales de Sélestat)
- Strasbourg : Horloge astronomique de Strasbourg (1838-1843)
- Wingen : horloge de l'église Saint Barthélémy (1844) le mécanisme est exposé à la mairie de Wingen
- Strasbourg : Église Sainte-Aurélie de Strasbourg (1845) (restaurée par les Ets André Voegele)
- Cathédrale Notre-Dame de Fribourg en Brisgau (1851) (visible dans le clocher ouvert au public)
- Erstein (1850) (restaurée par les Ets Bodet et exposée à l'Etappenstall)
- Centre de mémoire de la Verrerie d'en haut à Aniche (1855)
- Remiremont (1855) (restaurée par Sonorest, Colmar, et exposée au Musée Charles de Bruyères)
- Guebwiller : L'Horloge de l'Eglise Saint-Léger de Guebwiller, exposée au Musée Théodore Deck.